# Barrio La Chancha (Montevideo)
La Chancha es un barrio de la ciudad de Montevideo, perteneciente al Municipio F y al Centro Comunal Zonal 9. Limita con los barrios Punta de Rieles (al oeste) y Nueva España (al sur).
Sus límites son la calle Siberia (con Punta de Rieles) y Pje. Galicia, Pje. Timón y Pje. Tero (con Nueva España). Su principal calle es Camino Cerdeña, que atraviesa todo el barrio.

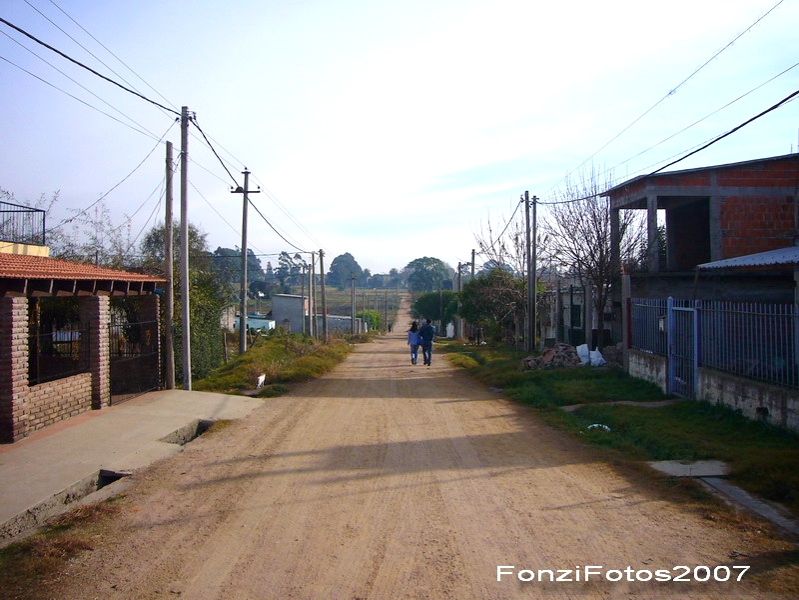
Un pasaje del lugar.

Este pequeño barrio, cuenta con construcciones precarias, en las que abundan los almacenes, los pasajes y caminos que posibilitan la división de sus manzanas.
El barrio comenzó a ser noticia por algunos hechos delictivos.
Contra el arroyo Manga, el pequeño barrio cuenta con un espacio público o plaza, delimitado por un pasaje paralelo al arroyo y del mismo nombre, el Camino Cerdeña, pasaje paralelo a Manga y el pasaje Tero.